# Espagne aux Jeux paralympiques d'été de 2000
L'Espagne participe aux Jeux paralympiques d'été de 2000 à Sydney, du 18 au 29 octobre 2000. Il s'agit de sa 9e participation. La délégation espagnole était composée de 210 athlètes : 158 hommes et 52 femmes.

## Tricherie
L'équipe espagnole gagne la médaille d'or lors de l'épreuve de basket-ball ID, réservée aux athlètes déficients mentaux. Cependant, en novembre 2000, quelques semaines après la fin de la compétition, Carlos Ribagorda —qui était journaliste  pour la revue Capital — révèle que lui et 9 des 11 autres membres de l'équipe ne possédaient pas de handicap mental. Les joueurs sont alors forcés de rendre leurs médailles, et le président de la Fédération espagnole de sports pour les déficients mentaux Fernando Martín Vicente démissionne, acceptant la responsabilité et soulignant la difficulté de l'évaluation d'un handicap mental.
En 2013, Fernando Martín Vicente est condamné à payer 5 400 euros d'amende et à rembourser près de 150 000 euros de subventions versées par le gouvernement espagnol. Les charges contre les 18 autres accusés, dont les 10 membres de l'équipe de basket-ball, n'ont pas été retenues. Cette affaire a eu pour conséquence d'empêcher les athlètes atteints de déficience mentale de participer, jusqu'aux Jeux paralympiques d'été de 2012.

## Bilan général
Au terme de ces jeux, l'Espagne finit en troisième position avec 39 médailles d'or, 30 médailles d'argent et 38 médailles de bronze, répartis dans 10 sports différents (principalement l'athlétisme et la natation).
Cependant, après la révélation sur la tricherie de l'équipe espagnole à l'épreuve de basket-ball ID, la délégation est forcée de rendre sa médaille d'or. En conséquence, l'Espagne tombe à la quatrième place, avec seulement 38 médailles d'or dans 9 sports.

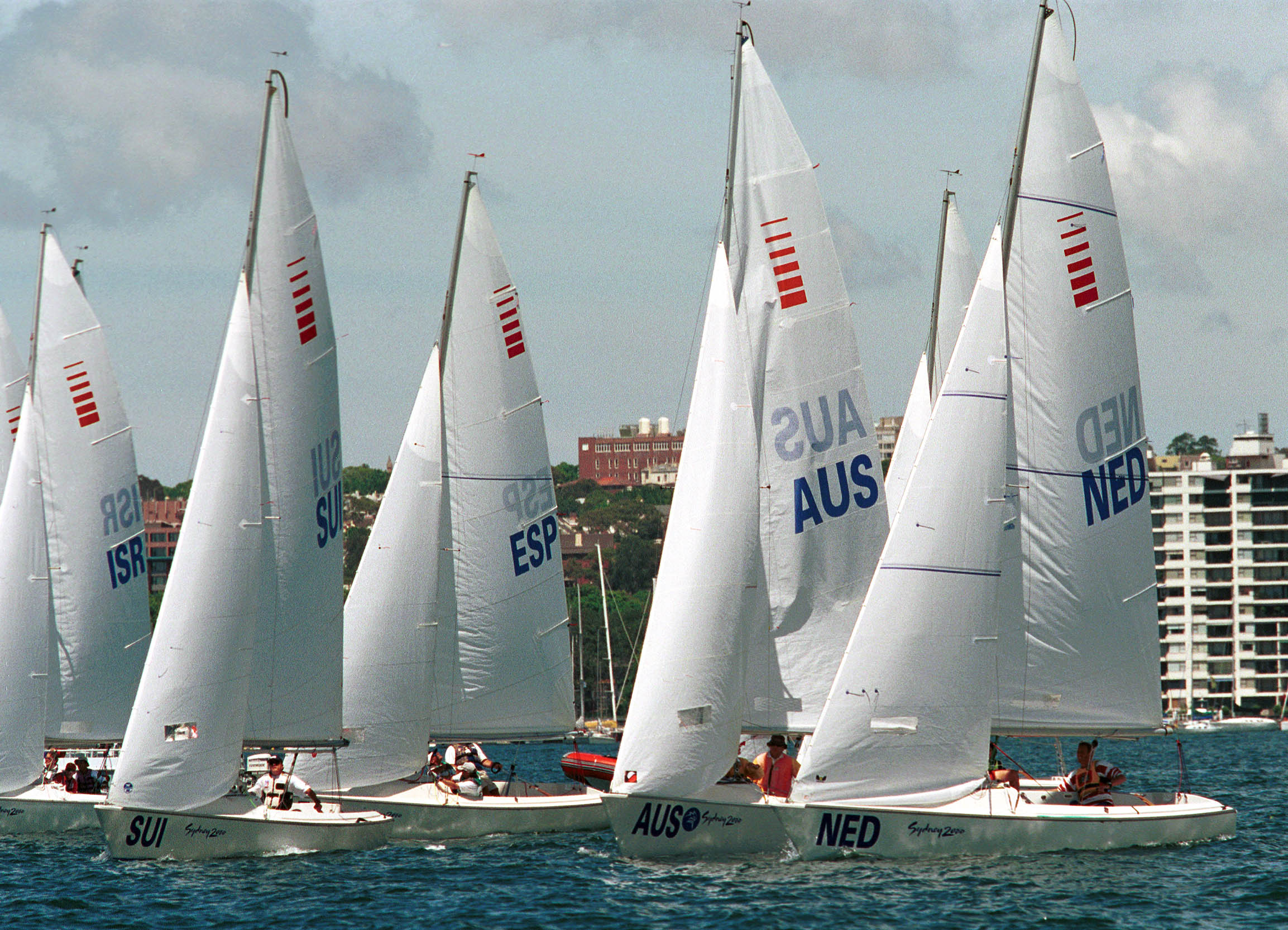
Navire espagnol lors de l'épreuve de voile.

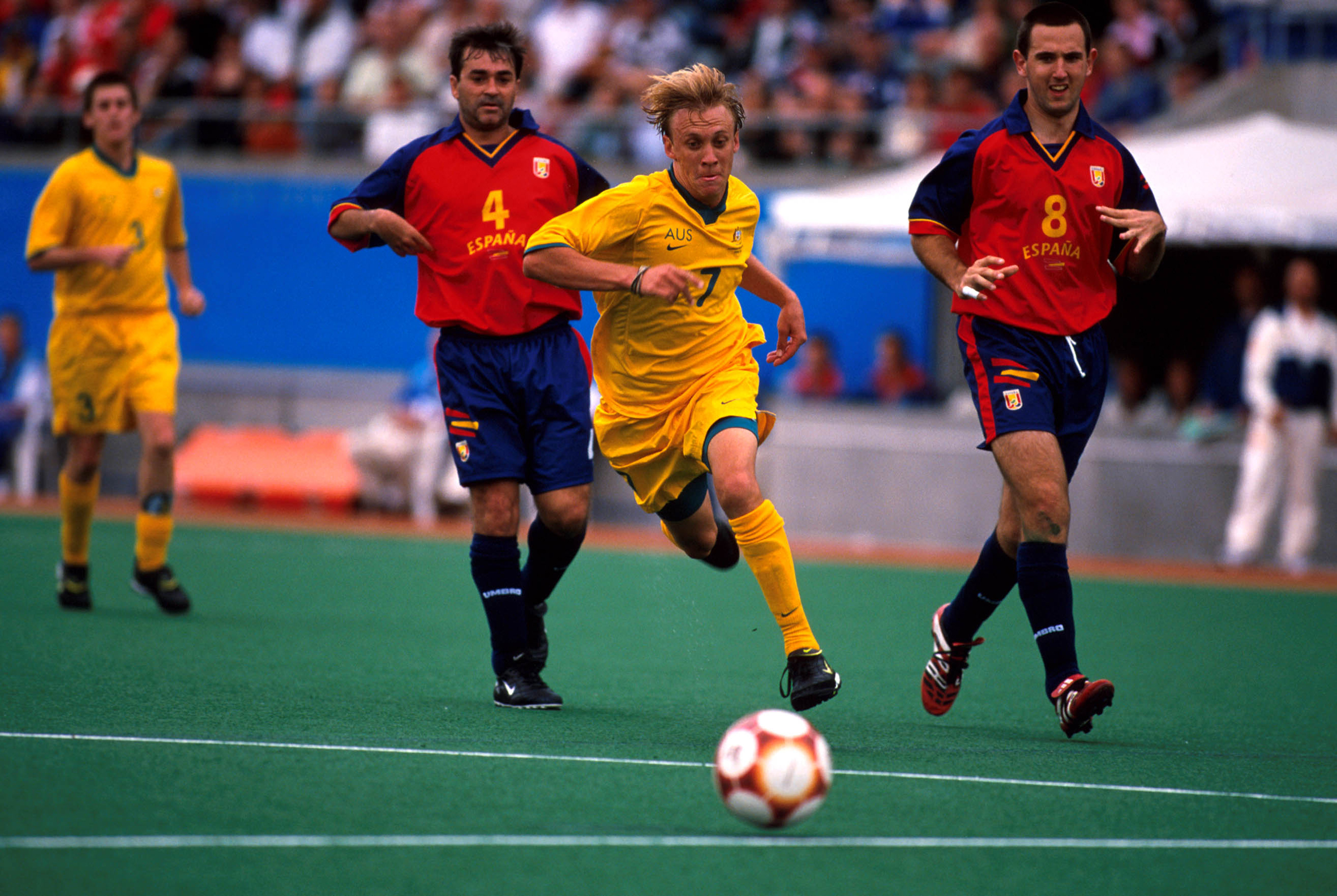
Match de football à 7 entre l'équipe espagnole et l'équipe australienne.

## Médaillés

### Médailles d'or
| Sport                      | Discipline | Sportif                              |
| Médailles d'or : 38        | Médailles d'or : 38 | Médailles d'or : 38                  |
| -------------------------- | --- | ------------------------------------ |
| Athlétisme                 | 100 m T20 | José António Exposito                |
| Athlétisme                 | Saut en longueur F20 | José António Exposito                |
| Athlétisme                 | 200 m T11 | Enrique Sanchez-Guijo                |
| Athlétisme                 | 400 m T20 | Juan Lopez (athlétisme handisport)   |
| Athlétisme                 | 800 m T12 | Cesar Carlavilla                     |
| Athlétisme                 | 1500 m T12 | Cesar Carlavilla                     |
| Athlétisme                 | 800 m T36 | Ivan Hompanera                       |
| Athlétisme                 | 5000 m T38 | Ivan Hompanera                       |
| Athlétisme                 | Marathon T46 | Javier Conde                         |
| Athlétisme                 | Lancer du disque F11 | Alfonso Fidalgo                      |
| Athlétisme                 | Lancer du poids F11 | David Casinos                        |
| Athlétisme                 | Triple saut F11 | José Manuel Rodrígue                 |
| Athlétisme                 | 400 m T11 | Purificación Santamarta              |
| Athlétisme                 | Saut en longueur F12 | Rosalia Lazaro                       |
| Cyclisme                   | Tandem homme | Manuel Díaz Montava Oscar de la Cruz |
| Natation                   | |                                      |
| 50 m brasse SB3            | Miguel Luque |                                      |
| 50 m papillon S6           | Daniel Vidal |                                      |
| 50 m nage libre S4         | Richard Oribe |                                      |
| 50 m nage libre S5         | Sebastián Rodríguez |                                      |
| 100 m brasse SB4           | Ricardo Ten |                                      |
| 100 m papillon S9          | Jesús Collado Alarcón |                                      |
| 100 m nage libre S4        | Richard Oribe |                                      |
| 100 m nage libre S5        | Sebastián Rodríguez |                                      |
| 150 m quatre nages SM4     | Vicente Javier Torres |                                      |
| 200 m nage libre S4        | Richard Oribe |                                      |
| 200 m nage libre S5        | Sebastián Rodríguez |                                      |
| 200 m quatre nages SM5     | Pablo Cimadevila Álvarez                                                                                                   |                                      |
| 200 m quatre nages SM13    | Enrique Floriano |                                      |
| 400 m nage libre S9        | Jaime Serrano |                                      |
| 400 m nage libre S13       | Enrique Floriano |                                      |
| 4×50 m nage libre 20 pts   | Richard Oribe Daniel Vidal Vicente Javier Torres Sebastián Rodríguez                                                       |                                      |
| 4×50 m quatre nages 20 pts | Sebastián Rodríguez Ricardo Ten Vicente Javier Torres Jordi Gordillo Daniel Vidal Vicente Gil (natation) Pablo Cimadevilla |                                      |
| 50 m brasse S2             | Sara Carracelas García |                                      |
| 100 m brasse SB12          | Deborah Font |                                      |
| 100 m nage libre S11       | Anais Garcia |                                      |
| 400 m nage libre S11       | Anais Garcia |                                      |
| Tennis de table            | Classe 8 | Álvaro Valera                        |

### Médailles d'argent
| Sport                   | Discipline              | Sportif                                                                                             |
| Médailles d'argent : 30 | Médailles d'argent : 30 | Médailles d'argent : 30                                                                             |
| ----------------------- | ----------------------- | --------------------------------------------------------------------------------------------------- |
| Athlétisme              | 100 m T13               | Juan López                                                                                          |
| Athlétisme              | 400 m T11               | Luís Bullido                                                                                        |
| Athlétisme              | 800 m T12               | Abel Avila                                                                                          |
| Athlétisme              | 5000 m T46              | Javier Conde                                                                                        |
| Athlétisme              | 5000 m T52              | Santiago Sanz                                                                                       |
| Athlétisme              | Relais 4 × 400 m T13    | Cesar Carlavilla Pedro Delgado Luis Bullido Ignacio Avila                                           |
| Athlétisme              | Relais 4 × 400 m T46    | José Fernandez David Barrallo Juan Martinez Marcos Francisco Duenas                                 |
| Athlétisme              | Saut en longueur F11    | José Manuel Rodríguez                                                                               |
| Athlétisme              | Lancer du poids F11     | Alfonso Fidalgo                                                                                     |
| Athlétisme              | Lancer du poids F12     | Inígo Garcia                                                                                        |
| Athlétisme              | 100 m T12               | Purificacion Santamarta                                                                             |
| Athlétisme              | 200 m T12               | Beatriz Mendoza                                                                                     |
| Boccia                  | Individuel BC1          | Antonio Cid                                                                                         |
| Boccia                  | Paires BC3              | Yolanda Martin Santiago Pesquera                                                                    |
| Boccia                  | Équipe C1–2             | Francisco Beltrán Antonio Cid Jesús Fraile Álvaro Galán                                             |
| Cyclisme                | Mixte poursuite - C3    | José Andres Blanco Sánchez                                                                          |
| Cyclisme                | Poursuite - B           | Abelardo Gandia Jose Munoz                                                                          |
| Goalball                | Equipe féminine         | Sara Luna Maria Angeles Calderon Concepcion Dueso Concepcion Hernandez Jessica Malagon Begona Redal |
| Judo                    | Moins de 66 kg          | David García                                                                                        |
| Judo                    | Plus de 100 kg          | Rafael Moreno                                                                                       |
| Natation                | 50 m nage libre S6      | Daniel Vidal                                                                                        |
| Natation                | 100 m brasse SB13       | Enrique Floriano                                                                                    |
| Natation                | 200 m quatre nages SM9  | Jaime Serrano                                                                                       |
| Natation                | 400 m nage libre S8     | Juan Francisco Jimenez                                                                              |
| Natation                | 400 m nage libre S9     | Enrique Tornero                                                                                     |
| Natation                | 50 m brasse SB14        | Yolanda Jurado                                                                                      |
| Natation                | 50 m dos S5             | Teresa Perales                                                                                      |
| Natation                | 100 m nage libre S2     | Sara Carracelas                                                                                     |
| Natation                | 400 m nage libre S12    | Ana Garcia-Arcicollar                                                                               |
| Tennis de table         | Classe 10               | Jose Manuel Ruiz                                                                                    |

### Médailles de bronze
| Sport                    | Discipline               | Sportif                                                             |
| Médailles de bronze : 38 | Médailles de bronze : 38 | Médailles de bronze : 38                                            |
| ------------------------ | ------------------------ | ------------------------------------------------------------------- |
| Athlétisme               | 200 m T11                | Júlio Requena                                                       |
| Athlétisme               | 800 m T46                | José Fernandez                                                      |
| Athlétisme               | 800 m T52                | Santiago Sanz                                                       |
| Athlétisme               | 1500 m T11               | Pedro Delgado                                                       |
| Athlétisme               | 1500 m T12               | Oscar Serrano                                                       |
| Athlétisme               | 1500 m T36               | Jesus Gonzalez                                                      |
| Athlétisme               | Relais 4 × 100 m T13     | Juan António Prieto Enrique Sanchez-Guijo Juan Viedma Júlio Requena |
| Athlétisme               | Lancer du poids F54      | Francisco Jesus Mendez                                              |
| Athlétisme               | Triple saut F46          | Ruben Alvarez                                                       |
| Athlétisme               | 100 m T12                | Beatriz Mendoza                                                     |
| Athlétisme               | Lancer du javelot F20    | Susana Echeverria                                                   |
| Boccia                   | Individuel BC1           | Francisco Beltrán Manero                                            |
| Boccia                   | Individuel BC2           | Jesús Fraile Moreno                                                 |
| Cyclisme                 | Course sur route         | José Blanco                                                         |
| Cyclisme                 | Kilomètre - B            | Francisco Suárez Jose Curieses                                      |
| Cyclisme                 | Poursuite - B            | Christian Venge Jordi Domingo                                       |
| Escrime                  | Épée individuelle Cat B  | Daniel Lamata                                                       |
| Judo                     | Moins de 60 kg           | José Carlos Ruiz                                                    |
| Natation                 | 50 m brasse SB3          | Vicente Javier Torres                                               |
| Natation                 | 100 m brasse SB9         | Jesús Collado                                                       |
| Natation                 | 100 m brasse SB11        | Miguel Deniz                                                        |
| Natation                 | 100 m brasse SB12        | Francisco Segarra                                                   |
| Natation                 | 100 m nage libre S8      | Juan Francisco Jimenez                                              |
| Natation                 | 200 m nage libre S3      | Samuel Soler                                                        |
| Natation                 | 200 m quatre nages SM9   | Jesús Collado                                                       |
| Natation                 | 4×100 m quatre nages     | Francisco Segarra Luis Arevalo Enrique Floriano Miguel Deniz        |
| Natation                 | 50 m nage libre S2       | Sara Carracelas                                                     |
| Natation                 | 50 m nage libre S5       | Teresa Perales                                                      |
| Natation                 | 100 m brasse SB11        | Raquel Saavedra                                                     |
| Natation                 | 100 m papillon S12       | Ana Garcia-Arcicollar                                               |
| Natation                 | 100 m nage libre S5      | Teresa Perales                                                      |
| Natation                 | 200 m nage libre S5      | Teresa Perales                                                      |
| Natation                 | 400 m nage libre S12     | Deborah Font                                                        |
| Tennis de table          | Classe 5                 | Manuel Robles                                                       |
| Tennis de table          | Classe 11                | Angel Garrido                                                       |
| Tennis de table          | Par équipe - Classe 10   | Enrique Agudo José Manuel Ruiz Reyes                                |
| Tir                      | Pistolet SH1             | Francisco Angel Soriano                                             |